# Olympische Sommerspiele 2024/Schwimmen – 200 m Freistil (Männer)
Der Schwimmwettkampf über 200 Meter Freistil der Männer bei den Olympischen Spielen 2024 in Paris wurde am 28. und 29. Juli 2024 in der Paris La Défense Arena ausgetragen. Titelverteidiger war der Brite Tom Dean, der in Tokio auch mit der 4-mal-200-Meter-Staffel Gold gewann.

## Rekorde
Vor Beginn der Olympischen Spiele waren folgende Rekorde gültig:
| Weltrekord         | Paul Biedermann | 1:42,00 min | Rom    | 28. Juli 2009   |
| Olympischer Rekord | Michael Phelps  | 1:42,96 min | Peking | 12. August 2008 |

## Titelträger
| Olympische Spiele 2020       | Tom Dean        | 1:44,22 min | Tokio             |
| Weltmeisterschaften 2024     | Hwang Sun-woo   | 1:44,75 min | Doha              |
| Afrikaspiele 2023            | Marwan Elkamash | 1:49,75 min | Accra             |
| Panamerikanische Spiele 2023 | Coby Carrozza   | 1:47,37 min | Santiago de Chile |
| Asienspiele 2022             | Hwang Sun-woo   | 1:44,40 min | Hangzhou          |
| Europameisterschaften 2022   | David Popovici  | 1:42,97 min | Rom               |
| Pazifikspiele 2023           | Nathan Hudan    | 1:59,71 min | Honiara           |

## Qualifikation
Als olympische Normzeit (OQT) wurde eine Zeit von 1:46,26 Minuten festgelegt. Athleten, die diese Zeit im Qualifikationszeitraum (1. März 2023 bis 23. Juni 2024) erreichten, durften an den Start gehen. Die Anzahl der Athleten war auf maximal zwei pro NOK beschränkt. Darüber hinaus wurden weitere Plätze an Schwimmer vergeben, die die olympische Basiszeit (OCT) von 1:46,79 Minuten geschwommen waren (maximal ein Schwimmer pro NOK). Über Universalstartplätze bestand eine weitere Chance für die Teilnahme, auch für Athleten die keine der beiden Normzeiten schwimmen konnten.

## Vorläufe
Die 16 schnellsten Athleten aller Läufe qualifizierten sich für das Halbfinale.
| Rang | Lauf | Bahn | Athlet                 | Nation             | Zeit        | Anm.  |
| ---- | ---- | ---- | ---------------------- | ------------------ | ----------- | ----- |
| 1    | 4    | 4    | David Popovici         | Rumänien           | 1:45,65 min | Q     |
| 2    | 3    | 3    | Danas Rapšys           | Litauen            | 1:45,91 min | Q     |
| 3    | 4    | 8    | Lucas Henveaux         | Belgien            | 1:46,04 min | Q, NR |
| 4    | 4    | 5    | Hwang Sun-woo          | Südkorea           | 1:46,13 min | Q     |
| 5    | 2    | 5    | Maximillian Giuliani   | Australien         | 1:46,15 min | Q     |
| 6    | 2    | 4    | Matthew Richards       | Großbritannien     | 1:46,19 min | Q     |
| 7    | 2    | 3    | Katsuhiro Matsumoto    | Japan              | 1:46,23 min | Q     |
| 7    | 4    | 3    | Luke Hobson            | Vereinigte Staaten | 1:46,23 min | Q     |
| 9    | 4    | 2    | Thomas Neill           | Australien         | 1:46,27 min | Q     |
| 10   | 3    | 4    | Lukas Märtens          | Deutschland        | 1:46,33 min | Q     |
| 11   | 3    | 5    | Duncan Scott           | Großbritannien     | 1:46,34 min | Q     |
| 12   | 2    | 6    | Kim Woo-min            | Südkorea           | 1:46,64 min | Q     |
| 13   | 2    | 2    | Rafael Miroslaw        | Deutschland        | 1:46,81 min | Q     |
| 14   | 2    | 1    | Denis Loktev           | Israel             | 1:47,01 min | Q     |
| 15   | 3    | 2    | Alessandro Ragaini     | Italien            | 1:47,31 min | Q     |
| 16   | 3    | 7    | Filippo Megli          | Italien            | 1:47,39 min | Q     |
| 17   | 2    | 8    | Antonio Djakovic       | Schweiz            | 1:47,46 min |       |
| 18   | 1    | 4    | Velimir Stjepanović    | Serbien            | 1:47,56 min |       |
| 19   | 3    | 6    | Chris Guiliano         | Vereinigte Staaten | 1:47,60 min |       |
| 20   | 3    | 8    | Jorge Iga              | Mexiko             | 1:48,38 min |       |
| 21   | 1    | 5    | Sašo Boškan            | Slowenien          | 1:48,75 min |       |
| 22   | 4    | 6    | Pan Zhanle             | China              | 1:49,47 min |       |
| 23   | 4    | 7    | Ji Xinjie              | China              | 1:49,88 min |       |
| 24   | 1    | 3    | Omar Abbas             | Syrien             | 1:53,01 min |       |
| 25   | 1    | 6    | Muhammad Ahmed Durrani | Pakistan           | 1:58,67 min |       |
|      | 4    | 1    | Guilherme Costa        | Brasilien          | DNS         |       |
|      | 3    | 1    | Nándor Németh          | Ungarn             | DNS         |       |
|      | 2    | 7    | Felix Auböck           | Österreich         | DNS         |       |

## Halbfinale
Die 16 schnellsten Athleten aller Läufe qualifizierten sich für das Finale.
| Rang | Lauf | Bahn | Athlet               | Nation             | Zeit        | Anm. |
| ---- | ---- | ---- | -------------------- | ------------------ | ----------- | ---- |
| 1    | 2    | 4    | David Popovici       | Rumänien           | 1:44,53 min | Q    |
| 2    | 2    | 7    | Duncan Scott         | Großbritannien     | 1:44,94 min | Q    |
| 3    | 1    | 6    | Luke Hobson          | Vereinigte Staaten | 1:45,19 min | Q    |
| 4    | 1    | 2    | Lukas Märtens        | Deutschland        | 1:45,36 min | Q    |
| 5    | 2    | 3    | Maximillian Giuliani | Australien         | 1:45,37 min | Q    |
| 6    | 1    | 4    | Danas Rapšys         | Litauen            | 1:45,48 min | Q    |
| 7    | 1    | 3    | Matthew Richards     | Großbritannien     | 1:45,63 min | Q    |
| 8    | 2    | 6    | Katsuhiro Matsumoto  | Japan              | 1:45,88 min | Q    |
| 9    | 1    | 5    | Hwang Sun-woo        | Südkorea           | 1:45,92 min |      |
| 10   | 2    | 2    | Thomas Neill         | Australien         | 1:46,18 min |      |
| 11   | 2    | 5    | Lucas Henveaux       | Belgien            | 1:46,20 min |      |
| 12   | 1    | 7    | Kim Woo-min          | Südkorea           | 1:46,58 min |      |
| 13   | 1    | 8    | Filippo Megli        | Italien            | 1:46,87 min |      |
| 14   | 2    | 8    | Alessandro Ragaini   | Italien            | 1:47,08 min |      |
| 15   | 2    | 1    | Rafael Miroslaw      | Deutschland        | 1:47,34 min |      |
| 16   | 1    | 1    | Denis Loktev         | Israel             | 1:47,93 min |      |

## Finale
| Platz | Bahn | Athlet               | Nation             | Zeit        | Anm. |
| ----- | ---- | -------------------- | ------------------ | ----------- | ---- |
| 1     | 4    | David Popovici       | Rumänien           | 1:44,72 min |      |
| 2     | 1    | Matthew Richards     | Großbritannien     | 1:44,74 min |      |
| 3     | 3    | Luke Hobson          | Vereinigte Staaten | 1:44,79 min |      |
| 4     | 5    | Duncan Scott         | Großbritannien     | 1:44,87 min |      |
| 5     | 6    | Lukas Märtens        | Deutschland        | 1:45,46 min |      |
| 5     | 7    | Danas Rapšys         | Litauen            | 1:45,46 min |      |
| 7     | 2    | Maximillian Giuliani | Australien         | 1:45,57 min |      |
| 8     | 8    | Katsuhiro Matsumoto  | Japan              | 1:46,26 min |      |